# Groupe Union Défense
Groupe Union Défense (Zjednoczona Grupa Obrony, pierwotna nazwa Groupe Union Droit, GUD) – francuski nacjonalistyczny związek studencki utworzony w latach 60. XX wieku. GUD ma swoją siedzibę w miasteczku studenckim Uniwersytecie Panthéon-Assas.

## Ideologia
GUD utworzony został pierwotnie jako skrajnie prawicowa, antykomunistyczna organizacja młodzieżowa. W połowie lat 80. GUD przeszedł na pozycje Trzeciej Pozycji głosząc teorie narodowo-rewolucyjne. GUD opowiedział się za antysyjonizmem i antyamerykanizmem i poparł syryjskiego prezydenta Hafiza al-Asada.

## Historia

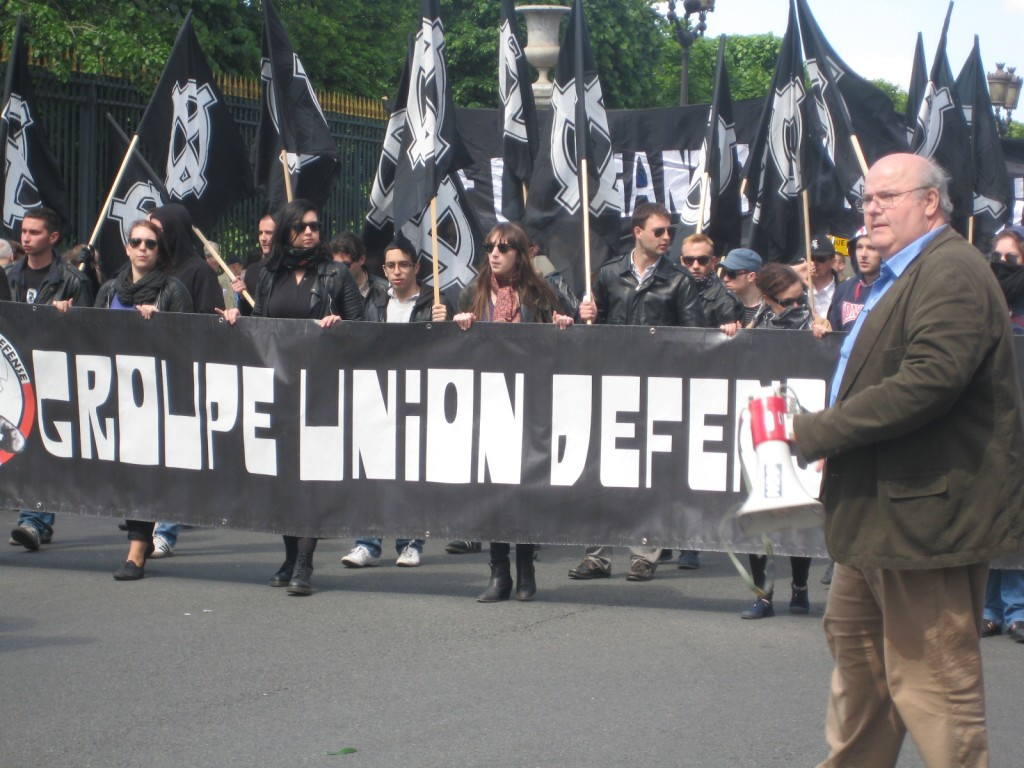
Członkowie GUD w trakcie demonstracji w Paryżu w 2012

GUD został założony w grudniu 1968 roku pod nazwą grupa Union Droit na Uniwersytecie Panthéon-Assas przez Alaina Roberta, Gérarda Longueta, Gérarda Ecorcheville i niektórych członków ruchu politycznego Occident. We wczesnym okresie był to konserwatywny ruch studencki.
W latach 70. i na początku 80. GUD powiązany był z neofaszystowską Parti des Forces Nouvelles i wydawał satyryczny, kontrkulturowy miesięcznik Alternatywa.
W dniu 9 maja 1994 r. członek GUD Sébastien Deyzieu zmarł po starciach między nacjonalistami a policją, która rozbiła antyamerykańską demonstrację współorganizowaną przez GUD.. Członkowie GUD wzięli udział w zamieszkach, które wybuchły po śmierci Deyzieu.
W 1998 roku Groupe Union Défense zjednoczyła się z organizacjami Jeune Résistance i Union des Cercles Résistance, tworząc organizację Unite Radicale. Unite Radicale została rozwiązana po nieudanej próbie zamachu na prezydenta Jacquesa Chiraca dokonanej przez nacjonalistę Maxime'a Brunerie
W 2017 roku członkowie GUD zaskłotowali budynek w Lyonie i założyli ruch polityczny Bastion Społeczny.

## Udział w konfliktach
Niektórzy członkowie GUD walczyli w libańskiej wojnie domowej w 1976 r., chorwackiej wojnie o niepodległość w latach 90. oraz w czasie wojny domowej w Birmie po stronie Karenów. W 1985 r. członek GUD Jean-Philippe Courrèges zginął walcząc w szeregach KNLA.
Członkowie GUD mieli powiązania z Departamentem Ochrony-Bezpieczeństwa, wydziałem bezpieczeństwa Zjednoczenia Narodowego.
Były członek GUD Alain Orsoni był członkiem Frontu Narodowego Wyzwolenia Korsyki.